# Список вулиць Харкова (К)
| Назва                  | Тип    | Довжина, м | Колишні назви                                                                 | Район(и)                                                                                               | Місцевість                                                                 |
| ---------------------- | ------ | ---------- | ----------------------------------------------------------------------------- | --- | -------------------------------------------------------------------------- |
| Кабанова Дача          | вул.   |            |                                                                               | Шевченківський                                                                                         |                                                                            |
| Кавалерідзе            | вул.   |            |                                                                               | Новобаварський                                                                                         | Покотилівка                                                                |
| Кавалерійська          | вул.   | 740        | Чапаєва                                                                       | Немишлянський                                                                                          | Ново-Західний                                                              |
| Каденюка               | вул.   |            | Танкопія                                                                      | Слобідський Немишлянський                                                                              |                                                                            |
| Кадіївський            | пров.  | 210        | Батайський                                                                    | Основ'янський                                                                                          | Основа                                                                     |
| Казантипський          | в-д    | 220+100    | Бестужева                                                                     | Салтівський                                                                                            | Тюрінка                                                                    |
| Казахстанська          | вул.   | 250        |                                                                               | Шевченківський                                                                                         | Павлівка                                                                   |
| Казковий               | пров.  | 120        | Кошового                                                                      | Немишлянський                                                                                          | Ново-Західний                                                              |
| Калинова               | вул.   |            |                                                                               | Шевченківський                                                                                         |                                                                            |
| Калиновий              | пров.  | 110        | Вишневий                                                                      | Шевченківський                                                                                         | Павлове Поле                                                               |
| Калуський              | пров.  | 200        | Калузький                                                                     | Холодногірський                                                                                        | Сортувальня                                                                |
| Калуський              | в-д    |            |                                                                               | Холодногірський                                                                                        | Залютине                                                                   |
| Калуський              | пров.  |            |                                                                               | Холодногірський                                                                                        | Залютине                                                                   |
| Каменярський           | в-д    | 265        | Достоєвського                                                                 | Основ'янський                                                                                          | Основа                                                                     |
| Камишова               | вул.   | 3050       | Шаумяна                                                                       | Основ'янський                                                                                          | Жихор                                                                      |
| Кам'янець-Подільська   | вул.   | 1590       |                                                                               | Холодногірський                                                                                        | Сортувальня                                                                |
| Кам'янець-Подільський  | пров.  | 150        | Клеменівський                                                                 | Холодногірський                                                                                        | Сортувальня                                                                |
| Канадська              | вул.   | 1000       | Гур'ївська                                                                    | Індустріальний                                                                                         | Східний                                                                    |
| Канадський             | пров.  | 270        | Гур'ївський                                                                   | Індустріальний                                                                                         | Східний                                                                    |
| Канадський             | пр-д   | 250        | Гур'ївський                                                                   | Індустріальний                                                                                         | Східний                                                                    |
| Канатний               | пров.  | 100        |                                                                               | Новобаварський                                                                                         | Липовий Гай                                                                |
| Кандаурова             | вул.   | 1440       |                                                                               | Холодногірський                                                                                        | Холодна Гора, Гиївка                                                       |
| Канівська              | вул.   | 490        | Абаканська                                                                    | Основ'янський                                                                                          | Жихор                                                                      |
| Канівський             | пров.  | 260        | Абаканський                                                                   | Основ'янський                                                                                          | Жихор                                                                      |
| Капусник               | пров.  | 310        | Капусник, Волоколамський                                                      | Немишлянський                                                                                          | Немишля, Стара Салтівка                                                    |
| Карлівська             | вул.   | 430        | Панфілівців                                                                   | Немишлянський                                                                                          | Ново-Західний                                                              |
| Карпенка-Карого        | вул.   | 730        | Дмітрія Донського                                                             | Немишлянський                                                                                          | Стара Салтівка                                                             |
| Капитолівський         | пров.  | 150        | Невельський                                                                   | Немишлянський                                                                                          | Ново-Західний                                                              |
| Капітальний            | в-д    |            | 2-й в'їзд Челюскінців                                                         | Київський                                                                                              |                                                                            |
| Каплунівський          | пров.  | 200        | Червонопрапорний                                                              | Київський                                                                                              | Нагірний                                                                   |
| Капніста               | пров.  | 90         |                                                                               | Київський                                                                                              | Журавлівка                                                                 |
| Капустянська           | вул.   | 205        |                                                                               | Немишлянський                                                                                          | Немишля, Стара Салтівка                                                    |
| Капустянський          | пров.  | 255        | 2-й пров. Капустник, Гамарника                                                | Немишлянський                                                                                          | Немишля, Стара Салтівка                                                    |
| Карагандинська         | вул.   | 230        | Михайлівська                                                                  | Шевченківський                                                                                         | Павлівка                                                                   |
| Каразіна               | вул.   | 470        | Кроянська                                                                     | Київський                                                                                              | Нагірний                                                                   |
| Караїмський            | пров.  |            | Сурикова                                                                      | Холодногірський                                                                                        |                                                                            |
| Карачівське            | шосе   | 3020       |                                                                               | Новобаварський                                                                                         | Новожанове, Пилипівка, Перемога                                            |
| Карачівський           | пров.  | 240        |                                                                               | Новобаварський                                                                                         | Перемога                                                                   |
| Кар'єрна               | вул.   | 680        |                                                                               | Основ'янський                                                                                          | Жихор                                                                      |
| Кар'єрний              | пров.  | 190        |                                                                               | Основ'янський                                                                                          | Жихор                                                                      |
| Каринської             | вул.   | 810        | Марселя Кашена                                                                | Київський Салтівський                                                                                  | Тюрінка                                                                    |
| Кармелюка              | вул.   | 220        |                                                                               | Немишлянський                                                                                          | Ново-Західний                                                              |
| Карнакова              | пров.  |            |                                                                               | Київський                                                                                              |                                                                            |
| Карпатська             | вул.   | 1060       |                                                                               | Немишлянський                                                                                          | Стара Салтівка, Ужгородська                                                |
| Карпатський            | пров.  | 300        |                                                                               | Немишлянський                                                                                          | Стара Салтівка, Немишля                                                    |
| Карпатський            | пр-д   | 90         |                                                                               | Немишлянський                                                                                          | Стара Салтівка, Немишля                                                    |
| 1-й Карпатський        | пр-д   | 90         |                                                                               | Немишлянський                                                                                          | Стара Салтівка, Ужгородська                                                |
| 2-й Карпатський        | пр-д   | 120        |                                                                               | Немишлянський                                                                                          | Стара Салтівка                                                             |
| Карпинського           | вул.   | 430        |                                                                               | Новобаварський                                                                                         | Москалівка                                                                 |
| Карпівська             | вул.   | 620        |                                                                               | Новобаварський                                                                                         | Карпівка                                                                   |
| Карпівський            | узв.   |            |                                                                               | Новобаварський                                                                                         |                                                                            |
| Карпівський            | пров.  | 440        |                                                                               | Новобаварський                                                                                         | Карпівка                                                                   |
| Карташівська           | вул.   | 230        |                                                                               | Новобаварський                                                                                         | Москалівка                                                                 |
| Карташівський          | пров.  | 105        |                                                                               | Новобаварський                                                                                         | Москалівка                                                                 |
| Карякін Сад            | вул.   | 315        | Курська                                                                       | Київський                                                                                              | Журавлівка                                                                 |
| Карякінська            | вул.   | 460        | Ростовська                                                                    | Київський                                                                                              | Журавлівка                                                                 |
| Катаєва                | вул.   | 700        |                                                                               | Новобаварський                                                                                         | Нова Баварія                                                               |
| Катаєва                | в-д    | 50         |                                                                               | Новобаварський                                                                                         | Нова Баварія                                                               |
| Катерининська          | вул.   | 930        | Примакова                                                                     | Новобаварський Основ'янський                                                                           | Москалівка                                                                 |
| Каунаська              | вул.   | 760        | провулок Лафарга                                                              | Салтівський                                                                                            | Стара Салтівка                                                             |
| Каунаський             | пров.  | 180        | вулиця Лафарга                                                                | Салтівський                                                                                            | Стара Салтівка                                                             |
| Каховська              | вул.   | 200        |                                                                               | Немишлянський                                                                                          | Ново-Західний                                                              |
| 1-й Каховський         | пров.  | 90         |                                                                               | Немишлянський                                                                                          | Ново-Західний                                                              |
| 2-й Каховський         | пров.  | 110        |                                                                               | Немишлянський                                                                                          | Ново-Західний                                                              |
| Качанівська            | вул.   | 410        |                                                                               | Основ'янський                                                                                          | Качанівка, Одеська                                                         |
| Кашинський             | пров.  | 120        | Курський                                                                      | Київський                                                                                              | Журавлівка                                                                 |
| Каштанова              | вул.   | 1720       |                                                                               | Слобідський                                                                                            | Качанівка                                                                  |
| Каяльська              | вул.   |            | Івана Сусаніна                                                                | Індустріальний                                                                                         |                                                                            |
| Квіткинська            | вул.   | 790        |                                                                               | Основ'янський                                                                                          | Заїківка                                                                   |
| Квітки-Основ'яненка    | вул.   | 370        | Горяїновський, Уфімський пров.                                                | Шевченківський                                                                                         | Центр                                                                      |
| Квіткова               | вул.   | 310        |                                                                               | Немишлянський                                                                                          | Немишля                                                                    |
| Квітковий              | в-д    | 490        |                                                                               | Київський                                                                                              | Журавлівка                                                                 |
| Квітуча                | вул.   | 1850       | Садова                                                                        | Київський                                                                                              | Велика Данилівка                                                           |
| Квітучий               | пров.  | 165        | Габаївський, Мопромовський, Бабаївський                                       | Салтівський                                                                                            | Рашкіна Дача                                                               |
| Кедровий               | пров.  | 370        | Ташкентський                                                                  | Слобідський                                                                                            | Селище ім. Герцена                                                         |
| Кедровий               | пр-д   | 125        | Загорський провулок                                                           | Слобідський                                                                                            | Селище ім. Герцена                                                         |
| Керамічна              | вул.   | 710        |                                                                               | Холодногірський                                                                                        | Нахалівка                                                                  |
| Керамічний             | пр-д   | 410        |                                                                               | Холодногірський                                                                                        | Нахалівка                                                                  |
| 1-й Керамічний         | пров.  | 210        |                                                                               | Холодногірський                                                                                        | Нахалівка                                                                  |
| 2-й Керамічний         | пров.  | 260        |                                                                               | Холодногірський                                                                                        | Нахалівка                                                                  |
| 3-й Керамічний         | в-д    |            |                                                                               | Холодногірський                                                                                        |                                                                            |
| 4-й Керамічний         | в-д    | 440        |                                                                               | Холодногірський                                                                                        | Нахалівка                                                                  |
| 5-й Керамічний         | в-д    | 40         |                                                                               | Холодногірський                                                                                        | Нахалівка                                                                  |
| Керченська             | вул.   | 185        |                                                                               | Новобаварський                                                                                         | Новожанове                                                                 |
| Керченський            | пров.  | 235        |                                                                               | Новобаварський                                                                                         | Хвилинка                                                                   |
| Київська               | вул.   | 415        |                                                                               | Основ'янський                                                                                          | Заїківка                                                                   |
| Кипарисова             | вул.   |            |                                                                               | Шевченківський                                                                                         |                                                                            |
| Киргизька              | вул.   | 2650       |                                                                               | Основ'янський Немишлянський                                                                            | Одеська, Селище ім. Герцена                                                |
| Киргизький             | пр-д   | 200        |                                                                               | Слобідський                                                                                            | Одеська                                                                    |
| Кирилівська            | вул.   |            |                                                                               | Слобідський                                                                                            |                                                                            |
| Кирилівський           | пр-д   |            |                                                                               | Слобідський                                                                                            |                                                                            |
| Кирпичова              | вул.   | 300        | вулиця Фрунзе (частина) + Червонопрапорна вулиця (частина)                    | Київський                                                                                              | Нагірний                                                                   |
| Кишинівський           | пров.  | 260        | 1-й провулок Горького                                                         | Київський                                                                                              | Велика Данилівка                                                           |
| Кисляк Марії           | вул.   | 4320       |                                                                               | Новобаварський                                                                                         | Липовий Гай, Нова Баварія, Лідне                                           |
| Китаєнка               | вул.   | 390        |                                                                               | Новобаварський                                                                                         | Нова Баварія                                                               |
| Кільцева               | вул.   | 730        |                                                                               | Київський                                                                                              | Велика Данилівка                                                           |
| Кільцева               | дорога | 730        |                                                                               | Новобаварський, Холодногірський, Шевченківський, Київський, Салтівський, Індустріальний, Основ'янський |                                                                            |
| Кільцевий              | пр-д   | 1170       |                                                                               | Індустріальний                                                                                         | Рогань                                                                     |
| 1-й Кільцевий          | пров.  | 340        |                                                                               | Київський                                                                                              | Велика Данилівка                                                           |
| 2-й Кільцевий          | пров.  | 220        |                                                                               | Київський                                                                                              | Велика Данилівка                                                           |
| Кімерійська            | вул.   |            | Фіґнер                                                                        | Новобаварський                                                                                         |                                                                            |
| Кіндрашівський         | пров.  | 330        | Анадирський                                                                   | Слобідський                                                                                            | Селище ім. Герцена, Одеська                                                |
| Кінний                 | пров.  | 315        | Повстання                                                                     | Основ'янський                                                                                          | Захарків, Захисників України                                               |
| Кітляров               | пров.  |            |                                                                               | Київський                                                                                              |                                                                            |
| Кітляров               | в-д    |            |                                                                               | Київський                                                                                              |                                                                            |
| Кітляров Ручай         | вул.   |            |                                                                               | Київський                                                                                              |                                                                            |
| Кішинська              | вул.   |            |                                                                               | Немишлянський                                                                                          | Кулиничі                                                                   |
| Кішинський             | пров.  |            |                                                                               | Немишлянський                                                                                          | Кулиничі                                                                   |
| Кішинський             | пр-д   |            |                                                                               | Немишлянський                                                                                          | Кулиничі                                                                   |
| Клавдії Шульженко      | вул.   |            |                                                                               | Новобаварський                                                                                         |                                                                            |
| Класичний              | пров.  | 280        |                                                                               | Шевченківський                                                                                         | Центр, Клочківка                                                           |
| Клеменівська           | вул.   | 350        |                                                                               | Слобідський                                                                                            | Захисників України, Рашкіна Дача                                           |
| Клеменова Дача         | вул.   |            |                                                                               | Київський                                                                                              |                                                                            |
| Клеменова Дача         | в-д    |            |                                                                               | Київський                                                                                              |                                                                            |
| Клеменова Дача         | пров.  |            |                                                                               | Київський                                                                                              |                                                                            |
| Клеменова Дача         | пр-д   |            |                                                                               | Київський                                                                                              |                                                                            |
| Кленова                | вул.   | 275        |                                                                               | Шевченківський                                                                                         | Шатилівка                                                                  |
| Клещівський            | пров.  | 65         |                                                                               | Новобаварський                                                                                         | Залопань, Конторська                                                       |
| Климовського           | пров.  | 155        |                                                                               | Київський                                                                                              | Велика Данилівка                                                           |
| Климовського           | пр-д   |            |                                                                               | Київський                                                                                              |                                                                            |
| 1-й Климовського       | в-д    |            |                                                                               | Київський                                                                                              |                                                                            |
| 2-й Климовського       | в-д    |            |                                                                               | Київський                                                                                              |                                                                            |
| Клочківська            | вул.   | 8140       |                                                                               | Шевченківський                                                                                         | Центр, Клочківка, Піски, Павлівка, Соснова Гірка, Павлове Поле, Олексіївка |
| Клочківський           | пров.  | 470        |                                                                               | Холодногірський                                                                                        | Панасівка                                                                  |
| Клочківський           | узв.   | 710        | Пассіонарії                                                                   | Шевченківський                                                                                         | Нагірний, Задержпром'я, Павлівка                                           |
| Клубна                 | вул.   | 240        |                                                                               | Немишлянський                                                                                          | Немишля                                                                    |
| Клубний                | пров.  | 95         |                                                                               | Новобаварський                                                                                         | Залопань, Конторська                                                       |
| Ключова                | вул.   | 435        |                                                                               | Новобаварський                                                                                         | Новожанове                                                                 |
| Книжний                | пр-д   | 120        | Невельський                                                                   | Немишлянський                                                                                          | Ново-Західний                                                              |
| Книшівський            | пров.  | 280        |                                                                               | Новобаварський                                                                                         | Залізничний вокзал, Карпівка                                               |
| Княжа                  | вул.   | 340        | Разіна                                                                        | Новобаварський                                                                                         | Холодна Гора                                                               |
| Кобзарський            | пров.  | 200        |                                                                               | Холодногірський                                                                                        | Іванівка                                                                   |
| Ковалівська            | вул.   | 1360       | Бестужева                                                                     | Салтівський                                                                                            | Тюрінка                                                                    |
| Ковача                 | вул.   |            |                                                                               | Слобідський                                                                                            |                                                                            |
| Ковельський            | пр-д   | 80         | Осетинський                                                                   | Холодногірський                                                                                        | Лиса Гора                                                                  |
| Ковильний              | пров.  |            |                                                                               | Київський                                                                                              | Велика Данилівка                                                           |
| Ковригінська           | вул.   |            |                                                                               | Шевченківський                                                                                         |                                                                            |
| Ковтуна                | вул.   | 1410       |                                                                               | Слобідський Немишлянський                                                                              |                                                                            |
| Ков'язький             | пров.  |            |                                                                               | Індустріальний                                                                                         |                                                                            |
| Кодацький              | пров.  | 415        | Вешенський                                                                    | Основ'янський                                                                                          | Жихор                                                                      |
| Кожедуба               | вул.   |            |                                                                               | Індустріальний                                                                                         |                                                                            |
| Козакевича             | вул.   | 300        |                                                                               | Київський                                                                                              | Шевченки                                                                   |
| Козацька               | вул.   | 180        | Червоного Козацтва                                                            | Основ'янський                                                                                          | Заїківка                                                                   |
| Козацької Слави        | вул.   | 240        | Маломосковська                                                                | Салтівський                                                                                            | Рашкіна Дача                                                               |
| Козюлінська            | вул.   | 750        |                                                                               | Новобаварський                                                                                         | Холодна Гора                                                               |
| Коксова                | вул.   | 755        |                                                                               | Новобаварський                                                                                         | Перемога                                                                   |
| Коксовий               | пров.  | 250        |                                                                               | Новобаварський                                                                                         | Перемога                                                                   |
| Колективна             | вул.   |            |                                                                               | Немишлянський                                                                                          | Немишля                                                                    |
| Колекторна             | вул.   |            |                                                                               | Основ'янський                                                                                          | Безлюдівка                                                                 |
| Колійний               | пров.  | Піщаний    | Основ'янський                                                                 | Диканівка                                                                                              |                                                                            |
| Колісниченківська      | вул.   |            |                                                                               | Основ'янський                                                                                          | Одеська                                                                    |
| 1-й Колісниченківський | вул.   |            |                                                                               | Основ'янський                                                                                          | Одеська                                                                    |
| 2-й Колісниченківський | вул.   |            |                                                                               | Основ'янський                                                                                          | Одеська                                                                    |
| 3-й Колісниченківський | вул.   |            |                                                                               | Основ'янський                                                                                          | Одеська                                                                    |
| Колодязна              | вул.   |            |                                                                               | Новобаварський                                                                                         | Москалівка                                                                 |
| Колодязний             | вул.   |            |                                                                               | Новобаварський                                                                                         | Москалівка                                                                 |
| Коломацький            | пров.  |            |                                                                               | Новобаварський                                                                                         | Залютине                                                                   |
| Колонна                | вул.   | 1480       |                                                                               | Новобаварський                                                                                         | Нова Баварія                                                               |
| 1-й Колонний           | пров.  | 170        |                                                                               | Новобаварський                                                                                         | Нова Баварія                                                               |
| 2-й Колонний           | пров.  | 200        |                                                                               | Новобаварський                                                                                         | Нова Баварія                                                               |
| 3-й Колонний           | пров.  | 170        |                                                                               | Новобаварський                                                                                         | Нова Баварія                                                               |
| 4-й Колонний           | пров.  | 170        |                                                                               | Новобаварський                                                                                         | Нова Баварія                                                               |
| Колоритний             | пров.  | 595        | Глазунова                                                                     | Новобаварський                                                                                         | Нова Баварія                                                               |
| Колосиста              | вул.   | 870        |                                                                               | Київський                                                                                              | Велика Данилівка                                                           |
| Колосистий             | пров.  | 470        |                                                                               | Київський                                                                                              | Велика Данилівка                                                           |
| Колосистий             | в-д    | 420        |                                                                               | Київський                                                                                              | Велика Данилівка                                                           |
| Кольцова               | в-д    | 140        |                                                                               | Новобаварський                                                                                         | Нова Баварія                                                               |
| Кольцовська            | вул.   | 715        |                                                                               | Київський                                                                                              | Журавлівка                                                                 |
| Комарівський           | пров.  | 170        | Герцена                                                                       | Новобаварський                                                                                         | Липовий Гай                                                                |
| Комбайнівська          | вул.   | 695        |                                                                               | Новобаварський                                                                                         |                                                                            |
| Комерційний            | пров.  |            | Унецький                                                                      | Немишлянський                                                                                          |                                                                            |
| Комишанська            | вул.   | 240        |                                                                               | Холодногірський                                                                                        | Іванівка                                                                   |
| Комітетська            | вул.   | 305        |                                                                               | Шевченківський                                                                                         | Сокільники                                                                 |
| Компанійський          | пров.  | 300        | Молотова, Пушкіна, Хабаровський                                               | Основ'янський                                                                                          | Жихор                                                                      |
| Композиторський        | пров.  | 160        | Мусоргського                                                                  | Салтівський                                                                                            | Стара Салтівка                                                             |
| Комунальна             | вул.   |            |                                                                               | Індустріальний                                                                                         | Затишшя                                                                    |
| Комунальний            | в-д    | 255        |                                                                               | Немишлянський                                                                                          | Селекційна, Олімпійський                                                   |
| Комунальний            | пр-д   | 210        |                                                                               | Немишлянський                                                                                          | Селекційна, Олімпійський                                                   |
| Комунальників          | вул.   | 925        | Пожарського                                                                   | Індустріальний Немишлянський                                                                           | ХТЗ, Ново-Західний                                                         |
| Кондукторська          | вул.   | 670        |                                                                               | Основ'янський                                                                                          | Мереф'янка                                                                 |
| Кондукторський         | пров.  | 330        |                                                                               | Основ'янський                                                                                          | Мереф'янка                                                                 |
| Коновалова             | вул.   | 1570       | Чехова, Межева                                                                | Основ'янський                                                                                          | Основа, Одеська                                                            |
| Коновченка             | в-д    |            |                                                                               | Слобідський                                                                                            | Федірці                                                                    |
| Коновченка             | вул.   |            | Гагаріна                                                                      | Слобідський                                                                                            | Федірці                                                                    |
| Коновченка             | пров.  |            |                                                                               | Слобідський                                                                                            | Федірці                                                                    |
| Конопльова             | вул.   |            |                                                                               | Новобаварський                                                                                         | Покотилівка                                                                |
| Конопляна              | вул.   | 1110       |                                                                               | Новобаварський                                                                                         | Нова Баварія                                                               |
| Конопляний             | пров.  | 210        |                                                                               | Новобаварський                                                                                         | Нова Баварія                                                               |
| Конопляний             | пр-д   | 200        |                                                                               | Новобаварський                                                                                         | Нова Баварія                                                               |
| Конотопська            | вул.   | 1880       |                                                                               | Новобаварський                                                                                         | Липовий Гай                                                                |
| Конотопський           | пров.  | 150        |                                                                               | Новобаварський                                                                                         | Липовий Гай                                                                |
| Конституції            | м-н    | 530        | Ярмаркова площа, Миколаївська площа, площа Тєвєлєва, площа Радянської України | Шевченківський Київський Основ'янський                                                                 | Центр                                                                      |
| Конструкторська        | вул.   | 150        |                                                                               | Індустріальний                                                                                         | Східний                                                                    |
| Конструкторський       | пр-д   | 450        |                                                                               | Індустріальний                                                                                         | Східний                                                                    |
| Конструкторський       | пров.  |            |                                                                               | Індустріальний                                                                                         |                                                                            |
| Консульський           | в-д    | 185        | Грибоєдова                                                                    | Новобаварський                                                                                         | Нова Баварія                                                               |
| Конторська             | вул.   | 2690       | Червоножовтнева                                                               | Новобаварський                                                                                         | Залопань, Гончарівка, Новожанове                                           |
| Конторський            | пров.  | 120        | Червоножовтневий                                                              | Новобаварський                                                                                         | Залопань, Конторська                                                       |
| Конюшенний             | пров.  | 470        |                                                                               | Салтівський                                                                                            | Рашкіна Дача                                                               |
| Кооперативна           | вул.   | 750        | Сінна, Рибна, Берії                                                           | Основ'янський                                                                                          | Центр, Поділ                                                               |
| Коперника              | вул.   | 740        |                                                                               | Салтівський                                                                                            | Рашкіна Дача                                                               |
| Копиленка              | вул.   | 730        |                                                                               | Київський                                                                                              | Велика Данилівка                                                           |
| Копиловська            | вул.   | 410        | Першої Маївки                                                                 | Холодногірський                                                                                        | Панасівка                                                                  |
| Копиловський           | пров.  | 190        | Першої Маївки                                                                 | Холодногірський                                                                                        | Панасівка                                                                  |
| Корабельна             | вул.   | 380        | Червонофлотська                                                               | Новобаварський                                                                                         | Холодна Гора                                                               |
| Корейський             | пров.  | 120        | Каркачівський                                                                 | Холодногірський                                                                                        | Лиса Гора                                                                  |
| Коробейницький         | пров.  | 260        |                                                                               | Новобаварський                                                                                         | Новоселівка                                                                |
| Коровайний             | пров.  | 210        | Орловський                                                                    | Новобаварський                                                                                         | Новоселівка                                                                |
| Коровченківський       | пров.  | 270        |                                                                               | Холодногірський                                                                                        | Іванівка                                                                   |
| Короленка              | пров.  | 390        | Класичний, Петровський                                                        | Київський Основ'янський                                                                                |                                                                            |
| Коростельська          | вул.   | 1200       |                                                                               | Новобаварський                                                                                         | Григорівка                                                                 |
| Коростельський         | пров.  | 100        |                                                                               | Холодногірський                                                                                        | Гиївка                                                                     |
| Коростенський          | пр-д   | 140        |                                                                               | Холодногірський                                                                                        |                                                                            |
| Коростенський          | в-д    | 210        |                                                                               | Холодногірський                                                                                        |                                                                            |
| Короткий               | пров.  | 210        |                                                                               | Новобаварський                                                                                         | Новоселівка                                                                |
| Коротченківська        | вул.   |            |                                                                               | Київський                                                                                              |                                                                            |
| Корсиківський          | пров.  | 1020       |                                                                               | Салтівський                                                                                            |                                                                            |
| Корсиківський          | пр-д   | 140        | провулок Косіора                                                              | Салтівський                                                                                            |                                                                            |
| Корсунська             | вул.   | 150        |                                                                               | Холодногірський                                                                                        | Сортувальня                                                                |
| Коршунова              | вул.   |            | Червонобаварська                                                              | Новобаварський                                                                                         |                                                                            |
| Косарєва               | вул.   | 1910       | Соколова                                                                      | Індустріальний                                                                                         | ХТЗ                                                                        |
| Косачівський           | в-д    | 155        | Йогансонівський, Боткіна                                                      | Салтівський                                                                                            | Рашкіна Дача                                                               |
| Косівський             | пров.  | 370        | Кіпренський                                                                   | Холодногірський                                                                                        | Лиса Гора                                                                  |
| Космічна               | вул.   | 880        | Коса                                                                          | Шевченківський                                                                                         | Шатилівка, Соснова Гірка                                                   |
| Космонавтів            | вул.   | 465        |                                                                               | Шевченківський                                                                                         | Палове Поле                                                                |
| Косолапівська          | вул.   | 340        | Охотська                                                                      | Основ'янський                                                                                          | Добрі Бджоли, Диканівка                                                    |
| Костанайська           | вул.   | 380        | Кустанайська                                                                  | Слобідський                                                                                            | Селище ім. Герцена                                                         |
| Костомарівська         | вул.   | 320        |                                                                               | Київський                                                                                              | Нагірний                                                                   |
| Костьольна             | вул.   |            | Потапенка                                                                     | Київський                                                                                              |                                                                            |
| Костюринський          | пров.  | 130        |                                                                               | Основ'янський                                                                                          | Центр, Поділ                                                               |
| Костя Реутова          | пр-д   | 255        | 1-й Братський                                                                 | Немишлянський                                                                                          | Немишля                                                                    |
| Костянтина Калініна    | в-д    | 65         | Калініна                                                                      | Новобаварський                                                                                         | Нова Баварія                                                               |
| Костянтина Калініна    | вул.   | 2480       | Калініна                                                                      | Новобаварський                                                                                         | Нова Баварія, Хвилинка                                                     |
| Костянтина Калініна    | пров.  | 70         | 2-й в'їзд Калініна                                                            | Новобаварський                                                                                         | Хвилинка                                                                   |
| Костянтина Челпана     | пров.  |            |                                                                               | Слобідський                                                                                            |                                                                            |
| Костянтинівська        | вул.   | 470        |                                                                               | Холодногірський                                                                                        | Лиса Гора                                                                  |
| Котельна               | вул.   | 380        |                                                                               | Немишлянський                                                                                          | Немишля                                                                    |
| Котельний              | пров.  | 240        |                                                                               | Немишлянський                                                                                          | Немишля                                                                    |
| Котельниківська        | вул.   | 890        |                                                                               | Шевченківський                                                                                         | Олексіївка                                                                 |
| Котляревського         | вул.   | 650        | Котляровська                                                                  | Новобаварський                                                                                         | Москалівка                                                                 |
| Котляри                | пров.  | 390        |                                                                               | Київський                                                                                              | Велика Данилівка                                                           |
| Коханки                | пров.  | 330        | Красноводський                                                                | Немишлянський                                                                                          | Немишля                                                                    |
| Кохання                | вул.   | 300        |                                                                               | Немишлянський                                                                                          | Немишля, Стара Салтівка                                                    |
| Кохання                | пров.  | 145        |                                                                               | Немишлянський                                                                                          | Немишля, Стара Салтівка                                                    |
| Коцарська              | вул.   | 1140       | Георгія Котовського                                                           | Холодногірський                                                                                        | Залопань, Залізничний вокзал                                               |
| Коцюбинського          | вул.   | 210        |                                                                               | Шевченківський                                                                                         | Соснова Гірка                                                              |
| Кочетоцька             | вул.   |            |                                                                               | Індустріальний                                                                                         |                                                                            |
| Кочубеївська           | вул.   | 75         |                                                                               | Основ'янський                                                                                          | Заїківка                                                                   |
| Кошкіна                | вул.   | 300        | Червоний Промінь                                                              | Слобідський                                                                                            |                                                                            |
| Кравцова               | пров.  | 280        | Мордвинівський                                                                | Шевченківський                                                                                         | Центр                                                                      |
| Краківський            | пров.  | 350        | 2-й провулок Горького                                                         | Київський                                                                                              | Велика Данилівка                                                           |
| Крамаренківська        | вул.   |            |                                                                               | Немишлянський                                                                                          |                                                                            |
| Краматорська           | вул.   | 165        |                                                                               | Основ'янський                                                                                          | Заїківка                                                                   |
| Краматорський          | пров.  | 410        |                                                                               | Новобаварський                                                                                         | Новожанове                                                                 |
| Крамова                | вул.   |            |                                                                               | Київський                                                                                              | Велика Данилівка                                                           |
| Крамчанинівська        | вул.   | 510        |                                                                               | Холодногірський                                                                                        | Лиса Гора                                                                  |
| Красна Поляна          | вул.   | 620        |                                                                               | Немишлянський                                                                                          | Немишля, Стара Салтівка                                                    |
| Краснокутська          | вул.   |            |                                                                               | Немишлянський                                                                                          | Кулиничі                                                                   |
| Краснокутський         | пров.  | 140        |                                                                               | Основ'янський                                                                                          | Левада                                                                     |
| Красноморський         | пров.  | 310        |                                                                               | Холодногірський                                                                                        | Холодна Гора                                                               |
| Краснопільська         | вул.   | 750        |                                                                               | Немишлянський                                                                                          | Немишля                                                                    |
| Кременчуцька           | вул.   | 290        |                                                                               | Індустріальний                                                                                         |                                                                            |
| Кречетівський          | пров.  | 160        |                                                                               | Київський                                                                                              | Журавлівка                                                                 |
| Кривоконівська         | вул.   | 690        |                                                                               | Холодногірський                                                                                        | Лиса Гора                                                                  |
| Кривоконівський        | пров.  | 170        |                                                                               | Холодногірський                                                                                        | Лиса Гора                                                                  |
| Криворізька            | вул.   | 660        |                                                                               | Новобаварський                                                                                         | Новоселівка                                                                |
| Криворізький           | пров.  | 110        |                                                                               | Новобаварський                                                                                         | Новоселівка                                                                |
| Крижана                | вул.   |            | Якутська                                                                      | Салтівський                                                                                            |                                                                            |
| Кримська               | вул.   | 460        |                                                                               | Шевченківський                                                                                         | Шатилівка                                                                  |
| Криничний              | пров.  | 120        |                                                                               | Шевченківський                                                                                         | Клочківка                                                                  |
| Кричевського           | вул.   |            |                                                                               | Київський                                                                                              |                                                                            |
| Кричевського           | пров.  |            |                                                                               | Київський                                                                                              |                                                                            |
| Кришталевий            | пров.  | 190        |                                                                               | Холодногірський                                                                                        | Іванівка                                                                   |
| Кролевецька            | вул.   |            | Курбаса                                                                       | Київський                                                                                              |                                                                            |
| Кропивний              | пров.  |            |                                                                               | Немишлянський                                                                                          | Кулиничі                                                                   |
| Кропивницького         | вул.   | 900        |                                                                               | Немишлянський                                                                                          | Новоселівка                                                                |
| Кропивницького         | пров.  | 200        |                                                                               | Немишлянський                                                                                          | Новоселівка                                                                |
| Крохмалівський         | пров.  | 130        |                                                                               | Основ'янський                                                                                          | Заїківка                                                                   |
| Кругова                | вул.   | 410        |                                                                               | Основ'янський                                                                                          | Заїківка                                                                   |
| Крутий                 | пров.  | 120        |                                                                               | Холодногірський                                                                                        | Гиївка, Лиса Гора                                                          |
| Крутогірський          | пров.  | 450        |                                                                               | Холодногірський                                                                                        | Залізничний вокзал                                                         |
| Крутянський            | пров.  | 250        | Багратіона                                                                    | Немишлянський                                                                                          | Ново-Західний                                                              |
| Крушельницького        | вул.   | 1070       | Червонопартизанська                                                           | Індустріальний                                                                                         |                                                                            |
| Крушельницького        | пров.  | 110        | Червонопартизанський                                                          | Індустріальний                                                                                         |                                                                            |
| Крушельницького        | пр-д   | 200        | Червонопартизанський                                                          | Індустріальний                                                                                         |                                                                            |
| Крюківська             | вул.   | 1020       |                                                                               | Основ'янський                                                                                          | Гути                                                                       |
| Крючонкіна             | вул.   |            |                                                                               | Київський                                                                                              | Велика Данилівка                                                           |
| Крючонкіна             | пров.  |            |                                                                               | Київський                                                                                              | Велика Данилівка                                                           |
| Крючонкіна             | пр-д   |            |                                                                               | Київський                                                                                              | Велика Данилівка                                                           |
| Кубанська              | вул.   | 665        |                                                                               | Індустріальний                                                                                         | Рогань                                                                     |
| Кубанський             | пров.  |            |                                                                               | Індустріальний                                                                                         |                                                                            |
| Кубраківський          | пров.  | 235        |                                                                               | Новобаварський                                                                                         | Новожанове, Мирський Гай                                                   |
| Кудрявський            | пров.  | 170        | Кулібіна                                                                      | Київський                                                                                              | Журавлівка                                                                 |
| Кузинський Двір        | в-д    |            |                                                                               | Холодногірський                                                                                        |                                                                            |
| Кузінська              | вул.   | 1000       | Революції 1905 року                                                           | Холодногірський                                                                                        | Лиса Гора                                                                  |
| Кузінський             | узв.   | 100        | Революції 1905 року                                                           | Холодногірський                                                                                        | Лиса Гора, Гиївка                                                          |
| Кузнецький             | в-д    | 310        |                                                                               | Шевченківський                                                                                         | Павлове Поле                                                               |
| Кузнецька              | вул.   | 1380       |                                                                               | Шевченківський                                                                                         | Павлове Поле, Павлівка                                                     |
| Кузнецький             | пров.  | 290        |                                                                               | Шевченківський                                                                                         | Павлівка                                                                   |
| Кузнечний              | в-д    | 140        |                                                                               | Основ'янський                                                                                          | Центр, Поділ                                                               |
| Кузнечна               | вул.   | 805        |                                                                               | Основ'янський                                                                                          | Центр, Поділ                                                               |
| Кузнечний              | пров.  | 225        |                                                                               | Основ'янський                                                                                          | Центр, Поділ                                                               |
| Кулєшова               | вул.   |            | Садова                                                                        | Індустріальний                                                                                         | Рогань                                                                     |
| Кулєшова               | пров.  |            | Садовий                                                                       | Індустріальний                                                                                         | Рогань                                                                     |
| Куликівська            | вул.   | 910        | Куликівська, Мельникова                                                       | Київський                                                                                              | Центр                                                                      |
| Куликівський           | узв.   | 380        | вулиця Революції                                                              | Київський                                                                                              | Центр                                                                      |
| Кулиничівський         | в-д    |            |                                                                               | Немишлянський                                                                                          | Кулиничі                                                                   |
| Кулиничівська          | вул.   |            |                                                                               | Немишлянський                                                                                          | Кулиничі                                                                   |
| Кулиничівський         | пров.  |            |                                                                               | Немишлянський                                                                                          | Кулиничі                                                                   |
| Куліша                 | вул.   |            |                                                                               | Київський                                                                                              |                                                                            |
| Кульбицький            | пров.  | 280        |                                                                               | Холодногірський                                                                                        | Залізничний вокзал                                                         |
| Культури               | вул.   | 1450       | Барачна вулиця, провулок Покровського                                         | Шевченківський                                                                                         | Нагірний, Задержпром'я                                                     |
| Кульчицького           | вул.   | 600        | Котляревського                                                                | Слобідський                                                                                            | Качанівка, Одеська                                                         |
| Купальський            | пров.  | 125        | Охтинський                                                                    | Немишлянський                                                                                          | Немишля                                                                    |
| Купецький              | пров.  |            | Югорський                                                                     | Новобаварський                                                                                         |                                                                            |
| Купинова               | вул    |            |                                                                               | Київський                                                                                              | Велика Данилівка                                                           |
| Купиновий              | в-д    |            |                                                                               | Київський                                                                                              | Велика Данилівка                                                           |
| 1-й Купиновий          | пров.  |            |                                                                               | Київський                                                                                              | Велика Данилівка                                                           |
| 2-й Купиновий          | пров.  |            |                                                                               | Київський                                                                                              | Велика Данилівка                                                           |
| 3-й Купиновий          | пров.  |            |                                                                               | Київський                                                                                              | Велика Данилівка                                                           |
| Куп'янська             | вул.   | 590        |                                                                               | Салтівський                                                                                            |                                                                            |
| Курахівська            | вул.   | 505        |                                                                               | Новобаварський                                                                                         | Новоселівка                                                                |
| Курганський            | пров.  | 260        | Курагінський                                                                  | Холодногірський                                                                                        | Лиса Гора                                                                  |
| Курилівська            | вул.   | 1540       | Курилівська, Ленінградська                                                    | Холодногірський                                                                                        | Лиса Гора                                                                  |
| Курилівський           | в-д.   | 105        | Ленінградський                                                                | Холодногірський                                                                                        | Лиса Гора                                                                  |
| Курінний               | в-д    |            | 2-й в'їзд Маршака                                                             | Основ'янський                                                                                          |                                                                            |
| Куряжанська            | вул.   | 460        |                                                                               | Холодногірський                                                                                        | Холодна Гора                                                               |
| Куряжанський           | пров.  | 410        |                                                                               | Холодногірський                                                                                        | Холодна Гора                                                               |
| Куряжанський           | в-д    | 200        |                                                                               | Холодногірський                                                                                        | Холодна Гора                                                               |
| Кутаїська              | вул.   | 3300       | Жовтнева                                                                      | Основ'янський                                                                                          | Жихор                                                                      |
| 1-й Кутаїський         | в-д    | 70         | 1-й Жовтневий                                                                 | Основ'янський                                                                                          | Жихор                                                                      |
| 2-й Кутаїський         | в-д    | 80         | 2-й Жовтневий                                                                 | Основ'янський                                                                                          | Жихор                                                                      |
| Кутєпова               | вул.   |            |                                                                               | Холодногірський                                                                                        |                                                                            |
| Кутова                 | вул.   | 205        |                                                                               | Шевченківський                                                                                         | Клочківка                                                                  |
| Кучеренка              | вул.   |            |                                                                               | Слобідський                                                                                            | Федірці                                                                    |
| Куяльницький           | пров.  | 200        | Ладозький                                                                     | Салтівський                                                                                            | Рашкіна Дача                                                               |